# Convolvulus coelesyriacus
Convolvulus coelesyriacus är en vindeväxtart som beskrevs av Pierre Edmond Boissier. Convolvulus coelesyriacus ingår i släktet vindor, och familjen vindeväxter. Inga underarter finns listade i Catalogue of Life.